# Resolución 82 del Consejo de Seguridad de las Naciones Unidas
La resolución 82 del Consejo de Seguridad de las Naciones Unidas fue una medida aprobada por el Consejo de Seguridad de las Naciones Unidas el 25 de junio de 1950. La resolución demandó que Corea del Norte pusiera fin de inmediato a la invasión de Corea del Sur, el catalizador para el inicio de la guerra de Corea. La medida fue adoptada por un voto de 9 a favor, ninguno en contra y una abstención.
La península de Corea había sido dividida entre las fuerzas de ocupación de Estados Unidos y de la Unión Soviética desde el final de la Segunda Guerra Mundial a lo largo del paralelo 38°. Cada una de las partes trató de apuntalar a un gobierno de su lado de la frontera de ocupación y cuando comenzó la Guerra Fría, aumentaron las tensiones entre las dos Coreas. Estas culminaron en una guerra abierta con la invasión de Corea del Norte a Corea del Sur el 25 de junio. Durante este tiempo, la recién formada Naciones Unidas apoyó a Corea del Sur y la consideró como el único gobierno legal.
La resolución demandó que el Norte detuviera de inmediato su invasión y moviera sus tropas hasta el paralelo 38º. Vista como una victoria diplomática de Estados Unidos, la resolución fue completamente ignorada por Corea del Norte. Asimismo, llevó a que la ONU y Estados Unidos tomaran otras medidas, al establecer el estado para la participación internacional masiva y la expansión de la guerra de Corea.

## Antecedentes

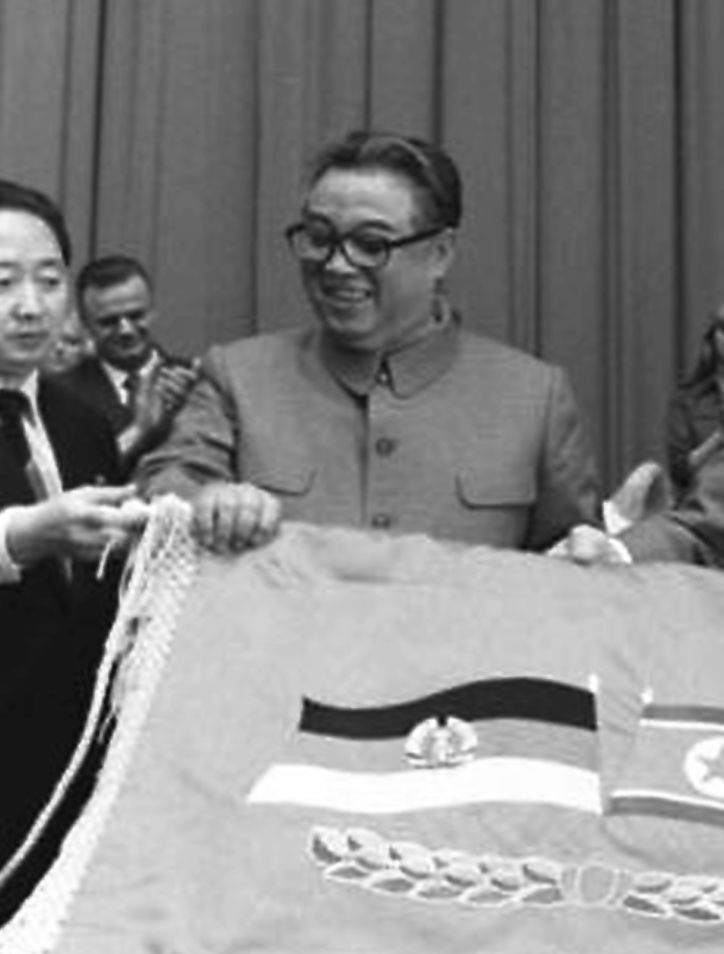
Premier de Corea del Norte Kim Il-sung

### División de Corea
Al finalizar la Segunda Guerra Mundial, la península de Corea, que hasta ese momento había estado ocupada por el Imperio de Japón, fue dividida a lo largo del paralelo 38°. Al norte, la Unión Soviética ocupó el país que se estableció como un Estado comunista, la República Popular Democrática de Corea bajo el gobierno de Kim Il-sung. Al sur, Estados Unidos ocupó el país que se estableció como una República de Corea democrática bajo el gobierno de Syngman Rhee. Cuando las tensiones aumentaron entre Estados Unidos y la Unión Soviética, cada gobierno en Corea reclamó que tenía soberanía sobre el otro. La recién formada Naciones Unidas reconoció a la República de Corea como el gobierno legítimo soberano en el país.
En la resolución 112 de la Asamblea General, las Naciones Unidas había instaurado una comisión temporal para vigilar la realización de elecciones libres en Corea. La ONU había intentado reunificar Corea bajo un gobierno; sin embargo, la comisión de Naciones Unidas no fue capaz de ingresar en Corea del Norte. Después de observar las elecciones en Corea del Sur, la ONU declaró en la resolución 195 de la Asamblea General del 12 de diciembre de 1948 que la nación iba a ser establecida bajo el gobierno surcoreano tan pronto como fuera posible y que las fuerzas de ocupación in situ se fusionarían por último en este gobierno, a la vez que se retirarían las tropas estadounidenses y soviéticas. Pero mientras avanzaba el tiempo, el gobierno norcoreano se volvía cada vez más agresivo, de forma que las escaramuzas entre las tropas del Norte y del Sur se tornaron comunes. Se asignaron observadores militares de la ONU para supervisar la situación y evitar que escalara. La resolución 293 de la Asamblea General, aprobada el 21 de octubre de 1949, reconoció como legal solamente el gobierno de Corea del Sur. Por su parte, Corea del Norte negó la legitimidad de las decisiones de la ONU y declaró que dicha organización sería expulsada del país. Corea del Norte envió una carta a la ONU en la que negaba la legalidad de sus actividades en Corea y decía que expulsaría a la ONU del país.

## Texto de la resolución
- Wikisource contiene obras originales de o sobre Resolución 82 del Consejo de Seguridad de las Naciones Unidas.